# Miss International 1973
Miss International 1973, tredicesima edizione di Miss International, si è tenuta presso Osaka, in Giappone, il 13 ottobre 1974. La finlandese Tuula Bjorkling è stata incoronata Miss International 1973.

## Risultati

### Piazzamenti
| Risultato finale        | Concorrente |
| ----------------------- | --- |
| Miss International 1973 | - Finlandia - Tuula Bjorkling |
| 2ª classificata         | - Regno Unito - Zoe Spink |
| 3ª classificata         | - Islanda - Helga Eldon Jonsdóttir |
| 4ª classificata         | - Spagna - Maria Lorenzo Saavedra |
| 5ª classificata         | - Filippine - Maria Suarez Ojeda |
| Semifinaliste           | - Argentina - Mónica Neu - Australia - Paula Whitehead - Colombia - Tulia Gómez Porras - Francia - Christine Schmadth - Germania - Ingeborg Braun - Giappone - Miki Yaita - Nuova Zelanda - Teresa Hodgson - Svizzera - SCONOSCIUTA - Thailandia - Jintana Te-chamaneewat - Venezuela - Hilda Carrero García |

### Riconoscimenti speciali
| Riconoscimento        | Concorrente                              |
| --------------------- | ---------------------------------------- |
| Miss Photogenic       | - Germania - Ingeborg Braun              |
| Miss Friendship       | - Spagna - Maria Isabel Lorenzo Saavedra |
| Best National Costume | - Finlandia - Tuula Anneli Björkling     |

## Concorrenti
- Argentina - Mónica Elena Neu
- Australia - Paula Lesley Whitehead
- Austria - Roswitha Kobald
- Belgio - Fiona Letta
- Bolivia - Rose Mary Columba González
- Brasile - Denise Penteado Costa
- Canada - Nancy Henderson
- Cile - Ethel Klenner Rodríguez
- Colombia - Tulia Inés Gómez Porras
- Corea del Sud - Kim Mae-ja
- Danimarca - Anette Grankvist
- Filippine - Maria Elena "Marilen" Suarez Ojeda
- Finlandia - Tuula Anneli Björkling
- Francia - Christine Schmadth
- Germania - Ingeborg Braun
- Giappone - Miki Yaita
- Grecia - Mariella Digiakomou
- Guam - Elaine Marques
- Hawaii - Marygold Toibinson
- Honduras - Rosa Edelinda López
- Hong Kong - Camilla Wong
- India - Lynette Williams
- Irlanda - Pauline Theresa Fitzsimons
- Islanda - Helga Eldon Jonsdóttir
- Italia - Rosamaria Idrizi
- Lussemburgo - Giselle Anita Nicole Azzeri
- Malaysia - Kathy Thong Siew Ken
- Messico - Luz del Carmen Bermudez
- Nicaragua - Nina Hernandez
- Norvegia - Anne Katrine Ramstad
- Nuova Zelanda - Teresa Irene Hodgson
- Paesi Bassi - Yildiz de Kat
- Porto Rico - Miriam Vargas
- Portogallo - Aida Silva Tavares
- Regno Unito - Zoe Spink
- Singapore - Doris Ong Swee Gek
- Spagna - Maria Isabel Lorenzo Saavedra
- Sri Lanka - Yvonne Muttupulle
- Stati Uniti - Pia Nancy Canzani
- Svezia - Suzanna Andersson
- Svizzera - Dunya Claudia Wiederkehr
- Tahiti - Edna Tepava
- Thailandia - Jintana Te-chamaneewat
- Turchia - Nesrin Kekevi
- Venezuela - Hilda Elvira Carrero García